# Antimon(III)-selenid
Antimon(III)-selenid ist eine anorganische chemische Verbindung aus der Gruppe der Selenide. In der Natur ist die Verbindung als seltenes Mineral mit dem Namen Antimonselit bekannt.

## Gewinnung und Darstellung
Antimon(III)-selenid kann durch Reaktion von Selenwasserstoff mit einer Kaliumantimonyltartratlösung sowie durch das Zusammenschmelzen der Einzelelemente im stöchiometrischen Verhältnis hergestellt werden.
{\displaystyle {\ce {2Sb + 3Se -> Sb2Se3}}}

## Eigenschaften
Antimon(III)-selenid ist ein grauer Feststoff, der sehr wenig löslich in Wasser ist. Er ist ein Halbleiter und besitzt eine orthorhombische Kristallstruktur mit der Raumgruppe Pnma (Raumgruppen-Nr. 62).

## Verwendung
Antimon(III)-selenid wird zur Herstellung von großen Zintl-Ionen (Sb12Se20)4− verwendet.